# Ruiz-Nunatak
Der Ruiz-Nunatak (spanisch Nunatak Ruiz) ist ein Nunatak an der Oskar-II.-Küste des Grahamlands auf der Antarktischen Halbinsel. Er ist einer der zahlreichen Nunatakker auf der Jason-Halbinsel.
Argentinische Wissenschaftler benannten ihn. Der weitere Benennungshintergrund ist nicht überliefert.